# Neesia malayana
Espèce
Classification phylogénétique
Neesia malayana  est une espèce d'arbres émergents de la famille des Bombacaceae.

## Répartition
Forêts tropicales de Thaïlande, Malaisie et Sumatra.

## Description
C'est un arbre dit émergent, arbre de très grande taille qui domine la canopée (à plus de 40 m de hauteur par exemple dans les forêts de Bornéo et Sumatra).

## Utilisation
Le bois de Neesia malayana est utilisé largement en bois de construction et d'artisanat. Il est commercialisé avec le bois de Durio et de Coelostegia sous le nom de Meranti Rouge.